# 菲臘·迪蘇沙·康塞桑
菲臘·迪蘇沙·康塞桑（Filipe de Souza Conceicao，1995年11月11日－），生於巴西，香港足球運動員，司職前鋒，持有香港身份證，於本地賽事中是本地球員身份，父親安尼頓是前巴西職業足球員兼現時香港足球代表隊的技術分析員及助教，現時效力香港乙組聯賽球會浩運。

## 球員生涯
菲臘在生於巴西，他在出生後兩年，菲臘跟隨父親安尼頓移居到香港。在2011年加入灣仔南華青年軍，之後獲提升至預備組，過去為灣仔南華取得優異成績於同組別球員之中表現出色，本季由青訓總監顧錦輝提升參與預備組，而最近他都入選香港U18，於上週南華對澳門賓菲加友誼賽中上陣，表現理想獲教練廖俊輝提拔升上甲組。2012年月12月18日，南華宣佈註冊2位新球員成為甲組球員，菲臘在家長陪同之下與灣仔南華青年軍隊友地下浩多一同與南華簽約，並獲頒發南華27號球衣，正式成為南華一員。菲臘的父親安尼頓表示為兒子感到非常高興，並說必定要親自訓練兒子為他加操。 2013年，菲臘被外借至香港甲組足球聯賽球會日之泉JC晨曦。
2014年，菲臘透過香港球員陸志豪所成立的(Affinity Education)，以過來人身份推薦港隊年輕球員升讀美國大學，獲推薦到林肯紀念堂大學，在接獲介紹後，其校隊教練更專程來港與菲臘及父親安尼頓見面，親身講解當地學校生活，誠意十足，其後菲臘在大學聯賽獲得重用。

## 國際賽生涯
2012年初，菲臘代表香港U17出戰國際青年足球邀請賽。

## 家庭生活
菲臘父親安尼頓是前巴西職業足球員，曾效力巴西著名球會聖保羅，之後也到香港效力過流浪、保濟丸、好易通等，現時是香港足球代表隊的助理教練。

## 外部連結
- 香港足球總會網頁球員資料